# Symphurus oculellus
Symphurus oculellus är en fiskart som beskrevs av Munroe, 1991. Symphurus oculellus ingår i släktet Symphurus och familjen Cynoglossidae. Inga underarter finns listade i Catalogue of Life.